# Isapis
Genre
Isapis est un genre d'insectes lépidoptères de la famille des Riodinidae qui ne comprend qu'une seule espèce, Isapis agyrtus.

## Dénomination
Le nom Isapis leur a été donné par Edward Doubleday en 1847.

## Espèce
Isapis agyrtus (Cramer, [1777]); présent au Mexique, à Panama, en Colombie, en Bolivie, au Venezuela, au Surinam, au Brésil et au Pérou.

### Source
- Isapis sur funet